# پراسکو
پراسکو (به ایتالیایی: Prasco) یک کومونه در ایتالیا است که در استان آلساندریا واقع شده‌است.

## خصوصیات
پراسکو ۶٫۱ کیلومترمربع مساحت و ۵۳۵ نفر جمعیت دارد.